# Monash South Africa

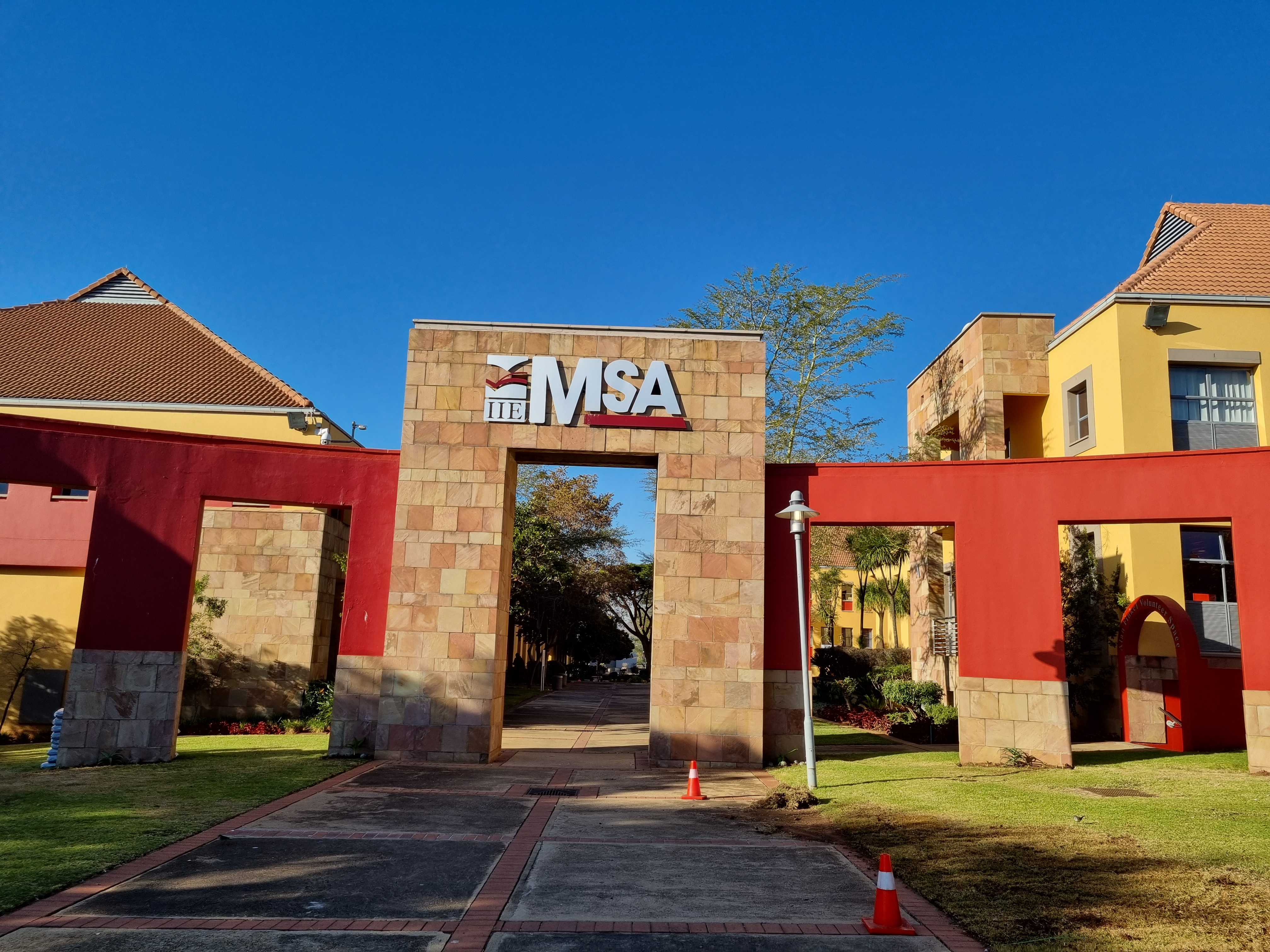
Monash South Africa

Die Monash South Africa, kurz MSA, war ein Campus der Monash University (Melbourne) in Roodepoort, einem Johannesburger Stadtteil in der südafrikanischen Provinz Gauteng. Die Niederlassung wurde 2001 eröffnet und bot grundständige und weiterführende Studiengänge an. Ab 2013 gehörte die Hochschule zu 25 % der Monash University und zu 75 % dem US-amerikanischen Unternehmen Laureate Education; sie wurde als Joint Venture betrieben. 2019 wurde die Hochschule an das südafrikanische Unternehmen Independent Institute of Education IIE verkauft. Die letzten Kurse, die in Zusammenarbeit mit der Monash University organisiert waren, endeten 2022. Die Hochschule wird nun unter dem Namen IIE MSA weitergeführt.

## Organisation
Die MSA wurde von einem Pro-Vizekanzler geleitet, er wurde von einem COO und von einem stellvertretenden Pro-Vizekanzler unterstützt. Neben der Verwaltungsabteilung gab es vier Departments:
- School of Arts (Geisteswissenschaften)
- School of Business and Economics (Verwaltungswissenschaft und Wirtschaftswissenschaft)
- School of Health Sciences (Gesundheitswissenschaften)
- School of Information Technology (Informationstechnik).

Es konnten sechs Bachelor-, ein Master- und ein Honours-Abschluss erworben werden.